# Agelena nairobii
Agelena nairobii là một loài nhện trong họ Agelenidae.
Loài này thuộc chi Agelena. Agelena nairobii được Lodovico di Caporiacco miêu tả năm 1949.